# Symphurus bathyspilus
Symphurus bathyspilus és un peix teleosti de la família dels cinoglòssids i de l'ordre dels pleuronectiformes que viu a les Filipines i al sud d'Indonèsia